# Lamprechtsofen
Lamprechtsofen – jaskinia krasowa w Austrii, w masywie Leoganger Steinberge. Charakterystyczna jest tym, że wejście do niej znajduje się w najniższym punkcie, a postępuje się w niej w górę, przeciw tokowi podziemnej rzeczki z kaskadami i wodospadami. W Lamprechtsofen występują liczne ciągi korytarzy, komór oraz studni.

## Historia eksploracji
Wejście do jaskini jest znane od bardzo dawna. Od wieków była obiektem zainteresowania poszukiwaczy skarbów, którzy przypuszczali, że znajduje się tam ukryty skarb rycerza Lamprechta.O tym, że niektórzy z nich stracili życie podczas penetracji jaskini, świadczą późniejsze odkrycia szkieletów w przejściach i korytarzach w pobliżu wejścia. Poinformowane o tym arcybiskupstwo wymusiło w 1723 r. na władzach administracyjnych zamurowanie wejścia do jaskini. W 1833 leśniczy C. Ferchl przeprowadził inspekcję jaskini. Aby łatwiej znaleźć drogę powrotną, rozciągnął wzdłuż korytarzy sznur, wykonując przy okazji pierwszy szkic poznanych fragmentów jaskini. W 1878 r. speleolog Anton von Posselt-Czorich (1854-1911) rozpoczął systematyczne badania Lamprechtsofen.
Ciąg południowy (Südgang) na długości ok. 700 m, wznoszący się do wysokości +170 m, jest obecnie udostępniony do zwiedzania turystycznego. W roku 1959 speleologowie pokonali półsyfon Bocksee i osiągnęli wysokość +282 m. W roku 1969 osiągnięto wysokość +511 m, a w roku 1973 +740 m. Dalsze odkrycia są zasługą polskich grotołazów z Krakowa: w roku 1977 osiągnęli +850 m, w 1978 +952 m, zaś w następnym roku +1 014 m. W kolejnych latach eksploracja była kontynuowana i w końcu z deniwelacją 1632 m Lamprechtsofen stała się najgłębszą jaskinią świata. 14 sierpnia 2018 r. polska ekspedycja połączyła Lamprechtsofen z jaskinią CL3, co dało jej aktualną deniwelację.